# Juana Delanoue
Jeanne (Juana) Delanoue (nacida y bautizada el 18 de junio de 1666 en Saumur, parroquia de San Pedro, bajo el reinado de Luis XIV y falleció el 17 de agosto de 1736 en la misma ciudad bajo el reinado de Luis XV. Es una santa francesa.

## Biografía
Sus padres tenían una tienda de mercería la cual tomará a su cargo a partir de 1692, fecha en la cual muere su madre. En sus inicios, Juana era ecónoma, avara y nunca ejercía la limosna. 
Sin embargo, en Pentecostés de 1693, cuando Saumur experimenta la hambruna y un cuarto de la población está compuesta de indigentes, una cierta Francisca Souchet (Françoise Souchet) va a cambiar su vida. Venía en peregrinación a Notre-Dame-des-Ardilliers, invitará a Juana a consagrar su vida a los pobres . En la fiesta del Corpus Christi del mismo año, Juana tiene 3 día de éxtasis. La Virgen María le revela lo que el Señor pide de ella para los pobres.
Rápidamente, es conocida en toda la ciudad y los indigentes ya no están dispuestos a esperar, por lo que van directamente a su casa, llamada La Providencia donde son recibidos, alimentados y hospedados. "Más tarde, abrirá una puerta a todos los rechazados, las madres solteras, las esposas adúlteras, las libertinas. Gasta todo lo que tiene, y así, sin nada, pide limosna. Su caridad no tiene límites. Su casa queda destruida al derrumbarse una colina.
La pequeña comunidad se muda a las grutas de Tufeau y toman, el 26 de julio de 1704 el nombre de "Hermanas de Santa Ana", siervas de los pobres de la Casa de la Providencia. Las Constituciones de la Congregación son aprobadas por el Obispo de Angers el 28 de septiembre de 1709.
En 1715, Juana funda el primer hospicio de la ciudad de Saumur. Muere el 17 de agosto de 1736. Para esta fecha, había fundado 11 comunidades en las actuales diócesis de Angers, Indre, Indre-et-Loire, Morbihan y de Loire-Atlantique.

## Desarrollo de la Congregación
En 1864, la sede de la Congregación se instala en St Hilaire St Florent. El 2 de diciembre de 1956, tres religiosas partes a Madagascar para construir una primera fundación. el 3 de diciembre de 1964, la Congregación cambia de nombre para tomar el de Siervas de los Pobres de Jeanne Delanoue, en homenaje a su fundadora. Algunos años más tarde, otra Congregación de Nantes, igualmente fundada por ella se una a la Congregación. En seguida, el 12 de septiembre de 1979 continúa su expansión enviando por primera vez una comunidad de religiosas francesas y de Madagascar a Indonesia, en la isla de Sumatra.

## Canonización
El 5 de noviembre de 1947, Jeanne (Juana) Delanoue fue beatificada por el Papa Pío XII. Canonizada el 31 de octubre de 1982 por el Papa Juan Pablo II.